# ریا الحسن
رَیّا الحفار الحسن وزیر کشور و شهرداری‌های لبنان و وزیر سابق مالیه لبنان است. او نخستین زنی است که به پست ارشد وزارت کشور در لبنان و جهان عرب می‌رسد.